# Bahnstrecke Athol Junction–Hampden Junction
| Streckenlänge: | 23,8 km              |                                           |                                           |
| Spurweite: | 1435 mm (Normalspur) |                                           |                                           |
| |                      |                                           |                                           |
| Gesellschaft: | Hampden Railroad     |                                           |                                           |
| \| \| \| von Albany \| \| \| \| 0,0 \| Athol Junction MA \| Athol Junction MA \| \| \| \| nach Worcester \| \| \| \| \| nach Athol \| \| \| \| \| Interstate 291 auf der Trasse \| \| \| \| \| Straßenbahn Springfield (Page Boulevard) \| \| \| \| 1,1 \| East Springfield MA \| East Springfield MA \| \| \| \| Interstate 291 \| \| \| \| \| Straßenbahn Springfield (Main Street) \| \| \| \| \| Chicopee River (Bircham-Bend-Viadukt) \| \| \| \| \| Interstate 90 auf der Trasse \| \| \| \| 6,6 \| Ludlow MA \| Ludlow MA \| \| \| \| Interstate 90 auf der Trasse \| \| \| \| 20,0 \| Three Rivers MA \| Three Rivers MA \| \| \| \| Strecke Athol–Athol Junction \| \| \| \| \| Strecke New London–Brattleboro \| \| \| \| \| Swift River \| \| \| \| \| Straßenbahn Springfield (Sykes Street) \| \| \| \| 21,2 \| Thorndikes MA \| Thorndikes MA \| \| \| \| von Northampton \| \| \| \| 23,8 \| Hampden Junction MA (nicht angeschlossen) \| Hampden Junction MA (nicht angeschlossen) \| \| \| \| nach North Cambridge \| \| |                      |                                           |                                           |
| Strecke |                      | von Albany                                | von Albany                                |
| Dienststation / Betriebs- oder Güterbahnhof | 0,0                  | Athol Junction MA                         | Athol Junction MA                         |
| Abzweig geradeaus und nach rechts |                      | nach Worcester                            | nach Worcester                            |
| Abzweig ehemals geradeaus und nach rechts |                      | nach Athol                                | nach Athol                                |
| Strecke (außer Betrieb) (im Tunnel) |                      | Interstate 291 auf der Trasse             | Interstate 291 auf der Trasse             |
| Kreuzung geradeaus oben (Strecken außer Betrieb) |                      | Straßenbahn Springfield (Page Boulevard)  | Straßenbahn Springfield (Page Boulevard)  |
| Bahnhof (Strecke außer Betrieb) | 1,1                  | East Springfield MA                       | East Springfield MA                       |
| Strecke mit Straßenbrücke (Strecke außer Betrieb) |                      | Interstate 291                            | Interstate 291                            |
| Kreuzung geradeaus oben (Strecken außer Betrieb) |                      | Straßenbahn Springfield (Main Street)     | Straßenbahn Springfield (Main Street)     |
| Brücke über Wasserlauf (Strecke außer Betrieb) |                      | Chicopee River (Bircham-Bend-Viadukt)     | Chicopee River (Bircham-Bend-Viadukt)     |
| Strecke (außer Betrieb) (im Tunnel) |                      | Interstate 90 auf der Trasse              | Interstate 90 auf der Trasse              |
| Bahnhof (Strecke außer Betrieb) (im Tunnel) | 6,6                  | Ludlow MA                                 | Ludlow MA                                 |
| Strecke (außer Betrieb) (im Tunnel) |                      | Interstate 90 auf der Trasse              | Interstate 90 auf der Trasse              |
| Bahnhof (Strecke außer Betrieb) | 20,0                 | Three Rivers MA                           | Three Rivers MA                           |
| Kreuzung geradeaus oben (Strecken außer Betrieb) |                      | Strecke Athol–Athol Junction              | Strecke Athol–Athol Junction              |
| Kreuzung geradeaus oben (Strecken außer Betrieb) |                      | Strecke New London–Brattleboro            | Strecke New London–Brattleboro            |
| Brücke über Wasserlauf (Strecke außer Betrieb) |                      | Swift River                               | Swift River                               |
| Kreuzung geradeaus oben (Strecken außer Betrieb) |                      | Straßenbahn Springfield (Sykes Street)    | Straßenbahn Springfield (Sykes Street)    |
| Bahnhof (Strecke außer Betrieb) | 21,2                 | Thorndikes MA                             | Thorndikes MA                             |
| Strecke von links (außer Betrieb) · Kreuzung geradeaus oben (Strecken außer Betrieb) |                      | von Northampton                           | von Northampton                           |
| Strecke nach links (außer Betrieb) · Strecke von rechts (außer Betrieb) | 23,8                 | Hampden Junction MA (nicht angeschlossen) | Hampden Junction MA (nicht angeschlossen) |
| Strecke (außer Betrieb) |                      | nach North Cambridge                      | nach North Cambridge                      |

Die Bahnstrecke Athol Junction–Hampden Junction ist eine Eisenbahnstrecke in Massachusetts (Vereinigte Staaten). Sie ist 23,8 Kilometer lang und verbindet die Städte Palmer, Ludlow und Springfield. Die normalspurige Strecke wurde zwar fertiggebaut, aber nie eröffnet.

## Geschichte
1910 erwarb J. P. Morgan, dem bereits umfangreiche Anteile der New York, New Haven and Hartford Railroad (NY&NH) gehörten, die Aktienmehrheit der Boston and Maine Railroad. Die Bahngesellschaften planten, eine direkte Verbindung von Springfield in Richtung Boston zu bauen, um zu der von der New York Central Railroad kontrollierten existierenden Bahnstrecke eine Konkurrenz zu schaffen. Die Boston&Maine besaß bereits eine Bahnstrecke von Boston bis Palmer, die dann jedoch nach Norden abbog und erst in Northampton weit nördlich von Springfield an das NY&NH-Netz anschloss. Zum Bau dieser Strecke wurde im Juli 1910 die Hampden Railroad Corporation gegründet. 
Die neue Strecke sollte östlich der Springfield Union Station am Knotenpunkt Athol Junction beginnen und über Ludlow nach Palmer führen, wo sie im Stadtteil Bondsville in die Strecke der Boston&Maine einmünden sollte. Die Bahn sollte kreuzungsfrei als Hauptstrecke ausgebaut werden, was den Bau zahlreicher Brücken, Dämme und Einschnitte erforderte, um die kreuzenden Bahnstrecken und Straßen zu überqueren. Am 11. Oktober 1911 pachtete die Boston&Maine die Hampden Railroad. Außerdem war eine Verbindungsstrecke geplant, die nördlich der Brücke über den Chicopee River abzweigen und nach Chicopee führen sollte, wo sie in eine bestehende Zweigstrecke der Boston&Maine einmünden würde. Diese Verbindung wurde nicht gebaut.
Mitte 1913 war die Strecke bis auf die Verbindung zur Boston&Maine vollständig fertiggestellt, einschließlich vierer Personenbahnhöfe. Inzwischen war J. P. Morgan jedoch verstorben und die Boston&Maine arbeitete wieder in eigener Regie, unabhängig von der NY&NH. Außerdem ermittelte die Interstate Commerce Commission gegen die NY&NH wegen Monopolbildung. Obwohl die Strecke in Netzplänen der Boston&Maine ab 1913 als fertig dargestellt ist, wurde die Gleisverbindung am östlichen Streckenende nie eingebaut und die Strecke blieb ungenutzt. 1921 meldete die Hampden Railroad Konkurs an und fünf Jahre später verkaufte man die Strecke an einen Schrotthändler, der die Gleise und Brücken abbaute. Große Teile der Trasse wurden später für eine Hochspannungsleitung und für den Bau zweier Autobahnen verwendet.

## Streckenbeschreibung
Die Strecke zweigt am Bahnhof Athol Junction aus der Bahnstrecke Worcester–Albany ab und führt zunächst in nordöstliche Richtung. Die Interstate 291 verläuft hier etwa 500 Meter auf der Bahntrasse und kreuzt diese dann in etwa dort, wo sich der erste Personenbahnhof East Springfield befunden hat. Die Bahnstrecke kreuzte im weiteren Verlauf über eine hohe und aufwändig konstruierte Stahlbrücke die Main Street und den Chicopee River. Von der Brücke sind nur noch die Stützpfeiler aus Beton erhalten. Die Trasse biegt dann in östliche Richtung ab. Ab hier verläuft heute die Interstate 90 auf der Trasse. In Ludlow befand sich etwa in Höhe der Center Street der nächste Bahnhof. Etwa drei Kilometer weiter verlässt die Autobahn die Bahntrasse, die hier zunächst die East Street in spitzem Winkel überquerte und dann nach Nordosten abbog. 
Nördlich des Chicopee-River-Stausees wendet sich die Bahnstrecke wieder ostwärts. Von hier bis kurz vor Hampden Junction verläuft eine Hochspannungsleitung entlang der Trasse. Etwa in Höhe der Liberty Street befand sich in Three Rivers bereits im Stadtgebiet von Palmer der nächste Bahnhof. Unmittelbar danach überquert die Trasse zunächst die Bahnstrecke nach Athol und dann auf einer weiteren Stahlbrücke die Bahnstrecke New London–Brattleboro und den Swift River. Auch von dieser Brücke sind nur noch die Stützpfeiler erhalten. Der vierte Personenbahnhof lag zwischen Bondsville und Thorndikes östlich der Sykes Street. Im weiteren Verlauf überquert die Trasse zunächst die Bahnstrecke North Cambridge–Northampton und mündet kurz darauf in diese ein. Das Streckengleis war bis unmittelbar vor diese Bahnstrecke gebaut worden, lediglich die Verbindungsweiche fehlte.
Die Bahnstrecke war kreuzungsfrei auf höchstem Standard ausgebaut, hatte also im Gegensatz zu den meisten Hauptstrecken in Nordamerika weder einen Bahnübergang noch eine niveaugleiche Kreuzung mit anderen Bahnstrecken. Die Baukosten beliefen sich aufgrund der zahlreichen Kunstbauwerke auf vier Millionen US-Dollar.